# Ху Джинциу
Ху Джинциу е китайски баскетболист. Той е роден 24 септември 1997 г. Той се състезава на летните олимпийски игри през 2020 г. Отборът му завърши на осмо място.